# Giovanni Agazzari
Giovanni Agazzari (... – 1458 o 1468) è stato un vescovo cattolico italiano.

## Biografia
Figlio del senese Compagno Agazzari, fu nominato vescovo di Grosseto il 6 ottobre 1452 da papa Niccolò V, succedendo al cugino Guglielmo Agazzari nella guida della diocesi.
Giovanni fu ricordato come vescovo totalmente filo-senese, tant'è che i provvedimenti presi per la diocesi grossetana erano intesi a favorire la Repubblica di Siena. La sua iniziativa più controversa fu quella di aver donato a Siena tutti i beni posseduti dalla mensa vescovile presso Istia d'Ombrone, storica residenza dei vescovi grossetani; le lamentele che ne susseguirono fecero pentire l'Agazzari di tale gesto, tanto che alla morte lasciò in eredità alla curia di Grosseto le proprietà personali che aveva a Serravalle, presso Buonconvento.
Fu durante l'episcopato di Giovanni Agazzari che la diocesi di Grosseto, da sempre soggetta direttamente alla Santa Sede, finì compresa nell'arcidiocesi di Siena.
Il vescovo morì nel 1468, ma alcune fonti riportano il 1458.